# 香川県道236号室本流岡線
香川県道236号室本流岡線（かがわけんどう236ごう むろもとながれおかせん）は、香川県観音寺市を通る一般県道である。

## 概要
観音寺市室本町から同市高屋町に至る。香川県道21号丸亀詫間豊浜線のバイパス開通により大部分が当該路線との重複区間となった。

### 路線データ
- 起点：香川県観音寺市室本町（香川県道21号丸亀詫間豊浜線上）
- 終点：香川県観音寺市高屋町（香川県道49号観音寺善通寺線交点、香川県道270号丸亀琴平観音寺自転車道線終点）
- 総延長：2.966 km[1]
- 重用延長：2.153 km[1]
- 実延長：0.813 km[1]

## 路線状況

### 重複区間
- 香川県道21号丸亀詫間豊浜線（観音寺市室本町（起点） - 観音寺市高屋町）

### 道路施設

#### 橋梁
計1橋梁総延長2 m

## 地理

### 通過する自治体
- 観音寺市

### 交差する道路
| 交差する道路                                                     | 交差する場所 | 交差する場所 |
| ---------------------------------------------------------------- | ------------ | ------------ |
| 香川県道21号丸亀詫間豊浜線 重複区間起点                          | 室本町       | 起点         |
| 香川県道21号丸亀詫間豊浜線 重複区間終点                          | 高屋町       |              |
| 香川県道49号観音寺善通寺線 香川県道270号丸亀琴平観音寺自転車道線 | 高屋町       | 終点         |

### 沿線
- 観音寺市立高室小学校